# Trường Trung học phổ thông Nguyễn Hữu Cầu
Trường Trung học phổ thông Nguyễn Hữu Cầu là một trường trung học phổ thông công lập ở Hóc Môn, Thành phố Hồ Chí Minh và từng là một trong sáu trường THPT được mở các lớp chuyên của thành phố. Trường được thành lập vào tháng 5 năm 1975 với tên gọi ban đầu là Trường cấp III Nguyễn Hữu Cầu.
Trường hiện có gần 1700 học sinh học ở ba khối lớp 10, 11 và 12 gồm các học sinh lớp chọn và các lớp thường. Năm học 2013 - 2014, trường THPT Nguyễn Hữu Cầu được nhận cờ Thi đua xuất sắc của thành phố.

## Lịch sử
Trường Trung học phổ thông Nguyễn Hữu Cầu có lịch sử hình thành từ Trường Trung Mỹ Tây, ban đầu được xây dựng trên khu đất trống của huyện Hóc Môn. Vào thập niên 1960, nơi đây chỉ giảng dạy bậc tiểu học với tên gọi Trường Tiểu học cộng đồng Trung Mỹ Tây. Sau ngày 20 tháng 5 năm 1975, trường đổi tên thành trường cấp III Nguyễn Hữu Cầu. Đến năm 2001, trường chính thức được đổi tên thành Trường Trung học Phổ thông Nguyễn Hữu Cầu như hiện nay.

## Xếp hạng
- Trường đứng thứ 90/200 trường THPT có điểm thi đại học cao nhất cả nước.[10]

## Thành tích và thi đua

### Toàn trường

#### Năm 2016
Trong kỳ thi học sinh giỏi cấp thành phố, trường đã giành được tổng cộng 57 giải thưởng, bao gồm 7 giải nhất, 14 giải nhì và 36 giải ba. Ở kỳ thi Olympic 30-4, 3 học sinh của trường vinh dự nhận huy chương đồng. Tại kỳ thi Olympic cấp thành phố, đoàn học sinh trường đạt thành tích 43 huy chương, trong đó có 17 huy chương vàng, 11 huy chương bạc và 15 huy chương đồng. Trong các cuộc thi cấp quốc gia, trường có 1 học sinh đạt giải nhì môn thi máy tính bỏ túi và 1 học sinh khác giành giải khuyến khích ở cuộc thi vận dụng kiến thức liên môn để giải quyết các vấn đề thực tiễn. Về lĩnh vực nghệ thuật, 1 học sinh đã đoạt giải nhất tốp ca tại hội thi văn nghệ "Giai điệu tuổi hồng toàn quốc lần thứ XI". Trong lĩnh vực khoa học công nghệ, 3 học sinh của trường đã đạt giải ba tại hội thi "Srobot Contest 2016".

### Cùng non sông cất cánh

#### Năm 2014
Ngày 9 tháng 11 năm 2014, vòng chung kết và lễ bế mạc cuộc thi "Cùng non sông cất cánh" lần thứ 4 năm 2014 đã được tổ chức tại Trường THPT Nguyễn Hữu Thọ. Sự kiện này là kết quả phối hợp giữa Vietnam Airlines, Sở Giáo dục và Đào tạo Thành phố Hồ Chí Minh]] cùng Sở Du lịch Thành phố Hồ Chí Minh. Trong cuộc thi này, Trường THPT Nguyễn Hữu Cầu đã giành chiến thắng với tổng điểm 220, đạt giải nhất toàn cuộc.

#### Năm 2016
Ngày 30 tháng 10, Vietnam Airlines phối hợp cùng Sở Giáo dục và Đào tạo TP.HCM tổ chức vòng chung kết, vòng thi đấu giao lưu với khu vực Đông Nam Bộ và lễ bế mạc cuộc thi "Cùng non sông cất cánh" lần thứ 6 năm 2016. Trường THPT Nguyễn Hữu Cầu đạt giải nhì với tổng số điểm 115.

### Thử thách kim cương
Đội trường THPT Nguyễn Hữu Cầu giành giải Khuyến khích và nhận học bổng tổng trị giá 50.000.000 đồng do ARENA Multimedia tài trợ. Mỗi thành viên trong đội được trao một suất học bổng trị giá 5 triệu đồng để tham gia hai khóa học: Design and Visualization Fundamentals và Photography Basic.

## Học sinh tiêu biểu
- Rapper HIEUTHUHAI
- Huỳnh Tâm Thiện Nguyên (Đường lên đỉnh Olympia năm thứ 12, Trận 5: Tuần 1 Tháng 2 Quý 1)[cần dẫn nguồn]
- Nguyễn Khánh Quỳnh: chủ nhân của vòng nguyệt quế của cuộc thi Đường lên đỉnh Olympia năm thứ 16 (Trận 28, tuần 2, tháng 1, quý 3; Phát sóng: 13 giờ ngày 28 tháng 2 năm 2016)[15]
- Lộc Tài: Đường lên đỉnh Olympia năm thứ 20 (Trận 45: Tuần 2 Tháng 2 Quý 4; Phát sóng: 13 giờ 26 phút ngày 26 tháng 7 năm 2020)
- Nguyễn Hoàng Tú: Á khoa toàn quốc và Thủ khoa TpHCM khối A00 trong Kỳ thi Tốt nghiệp THPT 2022 với số điểm 29,8.[16][17]

## Tiêu cực

### Tự tử
Trưa ngày 18 tháng 10 năm 2006, sau giờ học buổi sáng, nữ sinh Đ.T.K.N, học sinh lớp 11B04 đã tự tử vì uống thuốc trừ sâu ngay tại lớp học. Được biết nguyên  nhân là do N phải đối mặt với áp lực học tập nặng nề. Nạn nhân được đưa đến Trung tâm Y tế huyện Hóc Môn, sau đó được chuyển sang Bệnh viện Trưng Vương để tiếp tục điều trị. Nạn nhân sau đó đã tỉnh lại.

### Nổ bình ga
Vào ngày 23 tháng 3 năm 2019, các học sinh trường trung học phổ thông Nguyễn Hữu Cầu tham gia Hội trại dân gian, nơi diễn ra hoạt động ẩm thực mừng ngày thành lập Đoàn. Tại một gian hàng của lớp 10, một bình gas mini phát nổ khi học sinh đang nấu nướng. May mắn là do vị trí đặt bếp gas nằm ở khu vực khuất nên không có ai bị thương. Sau sự cố, hoạt động nấu ăn của lớp này đã tạm dừng để giáo viên chủ nhiệm tiến hành kiểm tra và xử lý sự việc.